# Petra Tóvizi
Petra Anita Füzi-Tóvizi (født 15. marts 1999) er en kvindelig ungarsk håndboldspiller, som spiller for Debreceni VSC i den ungarske Nemzeti Bajnokság I og Ungarns kvindehåndboldlandshold.
Hun har repræsenteret Ungarn ved flere slutrunder, herunder for første gang ved EM i Frankrig 2018, EM i Danmark 2020, VM i Frankrig 2023 og Sommer-OL 2024 i Paris. Tóvizi var også en del af det succesfulde ungdomslandshold, der bl.a. vandt Junior-VM i håndbold 2018 på hjemmebane.